# Charles James Fox
Pour les articles homonymes, voir Charles Fox (homonymie) et James Fox.
Charles James Fox, né à Londres le 24 janvier 1749 et mort à Chiswick le 13 septembre 1806, est un homme d'État britannique et l'une des principales figures politiques du Parti whig dont la carrière parlementaire s'étale de la fin du XVIIIe siècle au début du XIXe siècle. L'un des plus grands orateurs d'Angleterre, il est surtout connu pour la rivalité qui l'opposa à William Pitt le Jeune.
Connu pour son engagement anti-esclavagiste, ce fut un partisan de la guerre d'indépendance des États-Unis et de la Révolution française. Il occupa divers cabinets ministériels d'importance et fut à ce titre premier secrétaire d'État aux Affaires étrangères. 

## Biographie

### Jeunesse
Fox naît au no 9 Conduit Street, à Londres. Il est le troisième fils (et le second fils survivant) de Henry Fox, 1er baron Holland, partisan de Robert Walpole et adversaire de William Pitt l'Ancien, secrétaire d'État sous George II de Grande-Bretagne, réputé pour sa vénalité, représentant de l'ancienne oligarchie whig. Sa mère, Caroline Lennox, fille de Charles Lennox de Richmond, descend directement de Charles II d'Angleterre. Son frère aîné, Stephen, plus tard 2e baron Holland, est un homme politique mineur jusqu'à sa mort précoce en 1774, et le puîné, Henry, mène une carrière militaire honorable.
La maladie frappe ses deux frères aînés dans leur enfance, tuant le cadet. Aussi Henry Fox développe-t-il un attachement démesuré pour son troisième fils, le déclarant « infiniment engageant, intelligent et joli » et préférant, à partir de ses trois ans, sa compagnie à toute autre lors des repas. Les anecdotes courant sur sa trop grande indulgence à l'égard de Charles sont légendaires. On raconte qu'un jour, Charles ayant exprimé le désir de casser la montre de son père, celui-ci ne l'aurait pas puni, après qu'il l'eut fait tomber sur le plancher. Une autre fois, Henry ayant promis à son fils qu'il pourrait assister à la démolition d'un mur dans la propriété, il aurait découvert que celui-ci était déjà tombé et aurait ordonné aux ouvriers de le rebâtir, pour que Charles puisse assister à son démontage.
Laissé libre de choisir sa propre éducation, Fox entre en 1758 à l'école de Wandsworth, alors à la mode, dirigée par Monsieur Pampellonne, puis étudie à Eton, où il se prend de passion pour la littérature classique, d'où son père le retire à deux reprises en 1761, pour assister au couronnement de George III, et en 1763, pour visiter le continent. Durant ce voyage, qui les mène à Paris et à Spa, son père lui fait découvrir le jeu, et il perd sa virginité, à l'âge de quatorze ans, avec Madame de Quallens. Quand il retourne à Eton, à la fin de l'année, il est « vêtu de chaussures aux talons rouges et de velours à la coupe de Paris, orné d'une coiffure d'aile de pigeon teintée avec de la poudre bleue et un accent français nouvellement acquis », et reçoit le fouet des mains du Dr. Barnard, le directeur. Ces trois goûts acquis dans l'adolescence (le jeu, les femmes et l'intérêt pour l'étranger et sa mode) entrent dans son mode de vie et participeront de son personnage jusqu'à la fin de sa vie.
Fox entre au Hertford College d'Oxford en octobre 1764, mais il abandonnera ses études avant d'avoir obtenu le moindre diplôme, montrant un certain dédain de ses « non-sens ». Figure de la jeunesse dorée anglaise, gâté par un père bienveillant, il fait plusieurs voyages à travers l'Europe, devenant célèbre dans les salons parisiens, rencontrant des personnalités de premier plan, comme Voltaire, Edward Gibbon, le duc d'Orléans et le marquis de Lafayette, et devenant le copropriétaire d'un grand nombre de chevaux de race avec le duc de Lauzun. Il se fait remarquer rapidement par son attitude excentrique et un mode de vie dissolu : en 1774, il est endetté à la hauteur de 140 000 £.
À cette époque, Fox est aussi connu pour son extravagance vestimentaire et donne le ton en la matière. Suite d'un voyage autour de l'Europe, il introduit à Londres des usages vestimentaires alors en faveur à la cour de Versailles à l'instar des rubans, dentelles, brocarts, poudres et « talons rouges ». À dix-neuf ans, Fox est ainsi le représentant le plus en vue des tenants de cette mode que l'on qualifie de « Macaroni ».

### Débuts en politique
Lors des élections législatives de 1768, Henry Fox achète l'élection de son fils comme parlementaire de Midhurst, dans le Sussex de l'Ouest, bien que Fox, âgé de dix-neuf ans, soit légalement trop jeune pour siéger au Parlement. Fox intervient à 254 reprises à la Chambre des communes entre 1768 et 1774 et gagne bientôt une réputation de grand orateur. Toutefois, il commence sa carrière politique dans le camp conservateur et se montre très hostile aux radicaux qu'il qualifie de « canaille ». Ces prises de position lui vaudront plus tard d'amères critiques et des accusations d'hypocrisie. Partisan des gouvernements Grafton et North, Fox se distingue dans la campagne lancée pour punir le radical John Wilkes, qui a osé défier les Communes. Cette prise de position vaut à Fox et à son frère Stephen d'être insultés et couverts de boue par la foule de partisans de Wilkes à Londres
Une ville américaine loyaliste, Foxborough dans la colonie du Massachusetts, est baptisée en son honneur. Cependant, entre 1770 et 1774, la carrière prometteuse de Fox prend un tournant décisif. Promu Lord de l'Amirauté par Lord North en février 1770, il démissionne le 15 février 1772 en raison de son opposition farouche au Royal Marriages Act, dont les dispositions, incidemment, remettent en cause la légitimité du mariage de ses parents. Le 28 décembre 1772, North le nomme Lord au Trésor, mais il abandonne de nouveau son poste en février 1774, sous prétexte que le gouvernement aurait réagi trop faiblement face à l'impression et la distribution publique de copies des débats parlementaires. Derrière ces incidents se cache un ressentiment familial à l'encontre de Lord North, qui a refusé d'élever la baronnie Holland en comté. Mais le fait qu'un si jeune homme puisse abandonner avec tant de légèreté un poste ministériel attire l'attention de la Cour. George III, observant par ailleurs la vie privée licencieuse de Fox, prend son attitude pour de la présomption et juge qu'on ne peut compter sur Fox pour rien prendre au sérieux.

### La Révolution américaine

La Déclaration d'indépendance par John Trumbull

Sorti du gouvernement en 1774, Fox connaît une profonde transformation de ses options politiques, sous l'influence d'Edmund Burke, qui devient son mentor, et de la Révolution américaine. Il se rapproche alors du Whigs de Rockhingham, partisans d'une voie conciliatrice avec les Insurgents.
Durant cette période Fox devient le principal et le plus sévère critique de Lord North et de la guerre américaine au Parlement. En 1775, il dénonce North aux Communes comme « le pilote buté qui avait conduit la nation dans les difficultés présentes... William Pitt l'Ancien, le roi de Prusse, non, Alexandre le Grand, ne tirèrent jamais plus d'une campagne que le noble lord n'en a perdu—il a perdu un continent entier. »
Fox, qui correspond occasionnellement avec Thomas Jefferson et a rencontré Benjamin Franklin à Paris, prédit que la Grande-Bretagne a peu d'espoirs de soumettre les colonies, et interprète la cause américaine, qu'il approuve, comme une lutte pour la liberté contre la politique oppressive d'un gouvernement despotique et injustifiable. C'est à cette époque que Fox et ses partisans prennent l'habitude de s'habiller en beige et en bleu, les couleurs des uniformes de l'armée de Washington. Les amis de Fox, le comte de Carlisle, observent que le moindre échec du gouvernement britannique en Amérique était « une grande cause d'amusement pour Charles ». Dès 1778-1779, il se montre partisan du droit des colonies américaines à l'auto-détermination. Même après la défaite américaine de Long Island en 1776, Fox déclare : « J'espère que ce sera pour nous un point d'honneur de soutenir les prétentions américaines dans l'adversité aussi bien que nous faisions dans leur prospérité, et que nous n'abandonnerons jamais ceux qui ont agi sans succès suivant les principes whigs. »
Le 31 octobre de la même année, Fox répond à l'adresse du roi au Parlement avec « l'un de ses discours les plus fins et les plus animés, et avec une sévérité » telle que, quand il se rassied, aucun membre du gouvernement ne tente de répliquer.

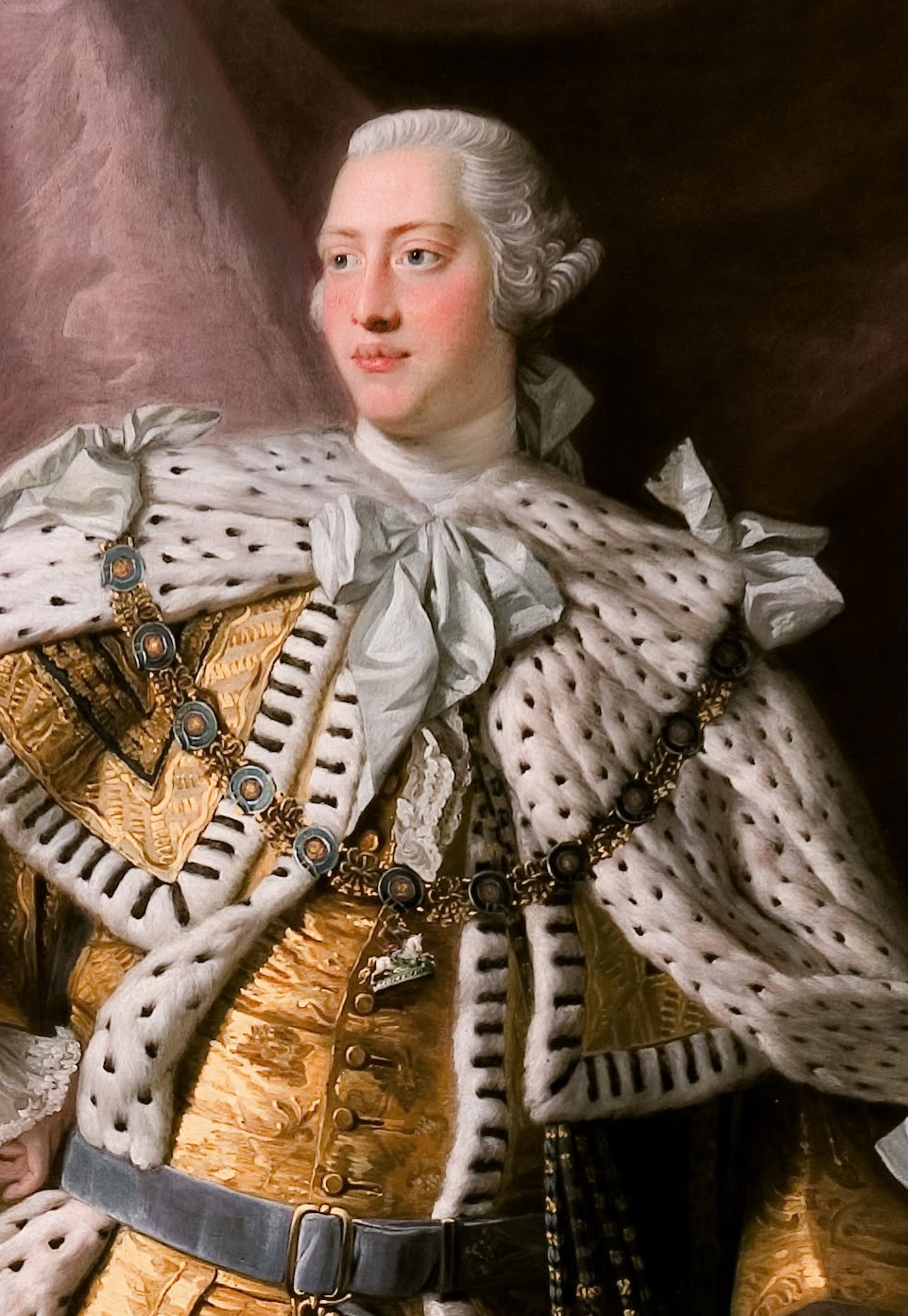
Portrait de George III par Allan Ramsay (1762)

L'un des éléments les plus cruciaux pour comprendre la carrière politique de Fox est l'inimitié mutuelle qui le lie à George III, qui en fait le plus farouche procureur de la guerre américaine. Fox est convaincu que le roi est déterminé à défier l'autorité du Parlement et l'équilibre des institutions instauré en 1688, et à instaurer une forme d'absolutisme à l'imitation du continent. George III, en retour, regarde Fox comme un homme qui a « abandonné tous les principes communs d'honneur et d'honnêteté », qui est « aussi méprisable qu'il est odieux », et éprouve une « aversion sans borne ». Il est difficile de trouver dans l'histoire deux figures au tempérament plus contrasté que Fox et George III : le premier est un joueur invétéré et un bon vivant, le second est célèbre pour sa frugalité et ses vertus familiales. Le 6 avril 1780, la motion de John Dunning suivant laquelle « l'influence de la Couronne a augmenté, augmente et doit être diminuée » est votée aux Communes par 233 voix contre 215. Fox juge l'événement « glorieux », affirmant le 24 avril que « la question, maintenant [est]... si ce beau tissu (c'est-à-dire la constitution) [doit] être préservé dans cette liberté... pour laquelle le sang a été versé; ou si nous [devons] nous soumettre à ce système de despotisme, qui [a] tant d'avocats dans ce pays. »
Fox, cependant, n'était pas présent à la Chambre au commencement du débat de la motion de Dunning, étant alors occupé dans la partie adjacente du XIe siècle de Westminster Hall, où il présidait devant un large public un meeting devant une large bannière sur laquelle on pouvait lire : « Parlements annuels et représentation égale ». C'est à cette période qu'adoptant une attitude plus critique à l'égard de l'influence de la Couronne, Fox rejoint le mouvement radical de la fin du XVIIIe siècle. Son allure s'en ressent : il endosse alors des vêtements simples, il apparaît sale, mal rasé. Il fréquente les meetings radicaux, y prend la parole et harangue la foule. Il incarne le politicien populiste nouvelle formule. Quand les Gordon Riots éclatent à Londres en juin 1780, Fox – bien qu'il déplore les violences de la foule – déclare qu'il aimerait mieux « être gouverné par une foule que par une armée permanente ». Plus tard, en juillet, Fox est réélu par la circonscription populeuse et prestigieuse de Westminster, avec environ 12 000 voix, et acquiert le titre d'« homme du peuple ».

### La crise institutionnelle
Quand North démissionne en mars 1782, devant le désastre de la guerre, et qu'il est remplacé à la tête du gouvernement par le marquis de Rockingham, Fox obtient le poste de Secrétaire d'État aux Affaires étrangères. Toutefois, après avoir finalement reconnu l'indépendance des Treize colonies, Rockingham meurt inopinément le 1er juillet 1782. Fox refuse d'entrer dans le gouvernement de son successeur, Lord Shelburne, divisant le Parti whig. Le père de Fox était convaincu que Shelburne un partisan de William Pitt l'Ancien avait contrecarré ses ambitions ministérielles au moment de la paix de 1763. En février 1783, Fox constitue, pour regagner le pouvoir, une alliance contre nature avec North. Fondant leur entente sur une simple conjonction d'intérêts et le souvenir lointain d'une collaboration heureuse au début des années 1770, les deux hommes, qui s'étaient insultés pendant la guerre américaine, forment ensemble une coalition, connue sous le nom de coalition Fox-North, et forcent le roi, avec une confortable majorité composée des Tories de North et des opposants whigs de Fox, à les appeler pour former un gouvernement.

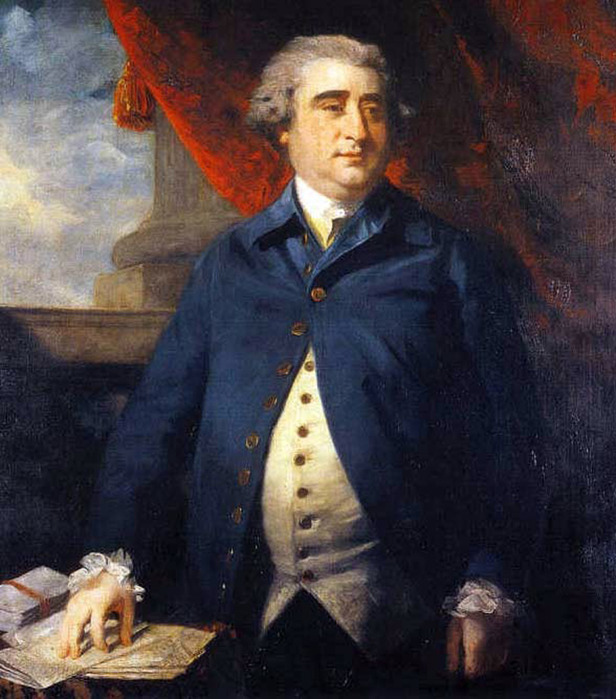
Charles James Fox (1782) par Joshua Reynolds

Cette coalition arrive au pouvoir le 2 avril 1783, en dépit de la résistance du roi. George III est pris de panique : il méprise profondément l’un et estime avoir été trahi par l’autre. Or, c'est la première fois qu'il ne joue aucun rôle dans la formation d'un ministère. Bien que le William Cavendish-Bentinck, 3e duc de Portland, soit théoriquement à la tête du gouvernement, les deux hommes sont tous deux Secrétaires d'État. Les ambitions respectives de Fox et North sont tempérées par les efforts continus du roi, en total désaccord avec Fox.
Une fois, Fox, qui retrouve avec enthousiasme le poste de secrétaire d'État aux affaires étrangères, finit une épître au roi par ces mots : « Chaque fois que Votre Majesté aura le gracieux plaisir de condescendre à exprimer vos inclinations sur un sujet, le souci des ministres de Votre Majesté, sera de montrer combien ils sont sensibles à la bonté de Votre Majesté. » Le roi a répondu: « Pas de réponse ». Pendant un moment, George III a sérieusement songé à abdiquer, après l'échec complet de sa politique américaine et l'arrivée imposée de Fox et North, mais il s'est abstenu, principalement à cause des défauts de son fils, George Augustus Frederick, coureur de jupons notoirement extravagant, joueur et très lié à Fox, qui est capable de jurer dans trois langues. En effet, il est furieux de voir un homme à ses yeux aussi moralement corrompu avoir un ascendant sur le prince de Galles. Ce dernier, qui selon une tradition bien ancrée, déteste son père, côtoie Fox qui lui a mis son ancienne maîtresse dans les bras.

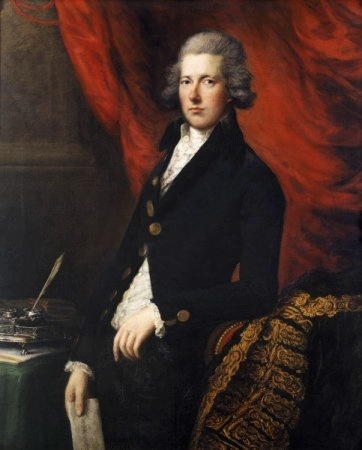
Portrait de William Pitt le Jeune, attribué à Thomas Gainsborough (1788)

Mais la coalition, qui avait une confortable majorité, perd le pouvoir au bout d'un an, à la suite des menées des « Amis du Roi », les partisans de George III. Fox propose l'East India Bill, un projet de réforme plaçant l'administration coloniale oppressive de la Compagnie anglaise des Indes orientales, qui contrôle alors une large partie des Indes, sous la surveillance d'un bureau des gouverneurs dépendant du Parlement et plus à même de résister aux corruptions de la Couronne. Il est voté par les communes avec 153 voix contre 80, mais, le roi ayant entretemps déclaré qu'à ses yeux, tous les pairs qui voteront le projet seront considérés désormais comme des ennemis personnels de la Couronne, la Chambre des lords, où l'opposition est emmenée par Lord Shelburne, le repousse par 95 voix contre 76. Prenant prétexte de cet échec, qui discrédite la coalition, le roi démet Fox et Noth, avant de nommer à leur place William Pitt le Jeune, qui, à 24 ans, est le plus jeune Premier ministre de l'histoire des institutions britanniques. Fox utilise sa majorité au Parlement pour s'opposer à la nomination de Pitt puis aux différentes mesures qu'il fait passer devant la Chambre. Finalement, en mars 1784, le roi dissout le Parlement. À la suite des élections générales de 1784, Pitt obtient une majorité confortable.
Dans sa propre circonscription de Westminster, Fox doit mener un rude combat. La duchesse de Devonshire, qui passe pour la maîtresse de Fox, mène une énergique campagne en sa faveur, au cours de laquelle on prétend qu'elle aurait embrassé un cordonnier pour obtenir son suffrage. Le jour du vote, Fox est réélu à une très faible majorité, mais des complications légales (encouragées, dans une certaine mesure, par Pitt et le roi) empêchent la proclamation finale des résultats pendant plus d'un an. En attendant, Fox siège comme représentant du « bourg pourri » écossais de Tain Burghs, où il avait réussi à se faire élire comme citoyen improbable de Kirkwall, dans les Orcades (qui est l'un des burghs du district). L'expérience de ces années sera cruciale dans la formation politique de Fox. Ses soupçons sont confirmés : il pense que George III a personnellement saboté les gouvernements Rockingham-Shelburne et Fox-North et interféré dans le processus législatif, dissolvant le Parlement quand sa composition le gênait. Pitt – qui est un petit propriétaire sans parti – semble à Fox l'outil de l'affermissement de la Couronne. Cependant, le roi et Pitt disposent d'un large soutien populaire, et plusieurs, dans la presse aussi bien que dans la population, regardent Fox comme un fauteur de troubles défiant l'ordre institutionnel et le reste de pouvoirs dont dispose le roi. Il est souvent caricaturé sous la forme d'Oliver Cromwell et de Guy Fawkes durant cette période, aussi bien que sous celle de Satan, « Carlo Khan » (par James Sayers) ou Machiavel.

### L'opposant

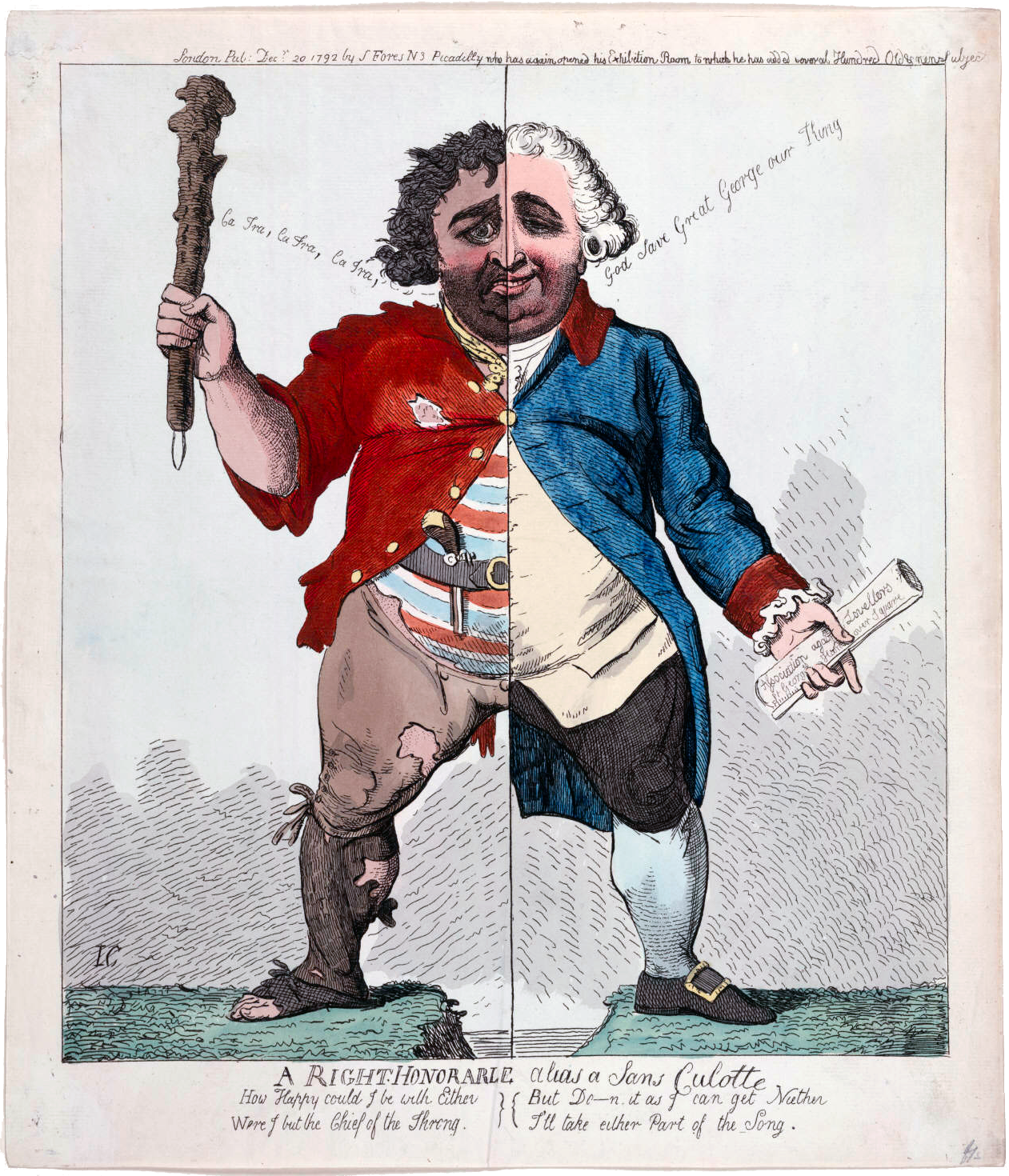
Caricature d'Isaac Cruikshank.

Il demeure un homme fort au sein de la mouvance whig. Défenseur constant de la tolérance et de la liberté, il se montre favorable à la Révolution française et ne cessa de conseiller la paix avec la France. Son soutien à la Révolution française de 1789 entraîne au sein des Whigs, une scission entre les partisans de la Révolution et ses adversaires qui se regroupent derrière William Pitt le Jeune, ce qui réduit les forces de l'opposition parlementaire. 
Après les massacres de Septembre, Fox abandonne ses positions francophiles. De fait, il apparaît dans la caricature de Jacques-Louis David, L'« Armée des cruches », sous les traits d'une oie, peut-être du fait de son embonpoint. 
Il appartient alors à la Société des Amis du peuple, qui regroupe les Whigs favorables à l'idée d'une monarchie constitutionnelle mais opposés à celle de république. En 1792, Fox prend en main l'une des seules lois importantes de sa carrière, connu sous le nom de Libel Act, qui rend le droit aux jurys de déterminer ce qui relève du libelle et qui peut s'en rendre coupable. 

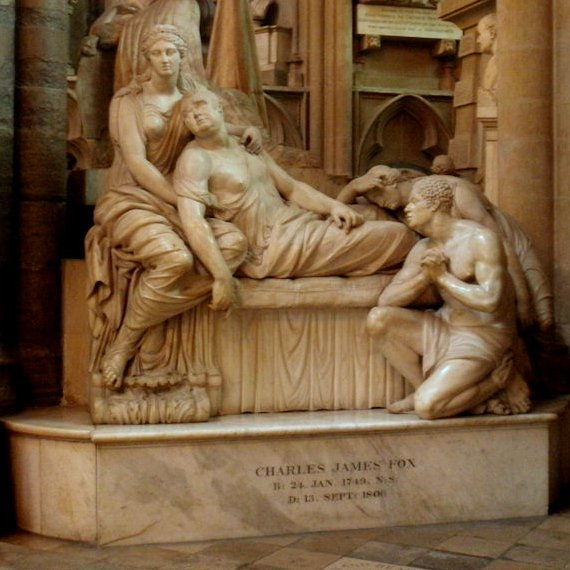
La sépulture de Charles James Fox, œuvre du sculpteur Richard Westmacott

Fox est cependant convaincu que le roi et les classes dominantes représentent une menace plus sérieuse à la Constitution que l'action des radicaux britanniques et à ce titre il proteste contre la réduction des libertés, comme la suspension de l'Habeas corpus lors du conflit avec la France. 
Sur le plan privé, Fox épouse sa maîtresse, Elizabeth Armistead, en 1795, union qui ne devait être rendue publique qu'en 1802. 
Fox et d'autres députés de l'opposition sont délibérément exclus du Parlement en 1797. Après la paix d'Amiens de 1802, il remplace par intérim Henry Addington, quand Pitt succède à William Grenville. Il est élu associé étranger de l'Académie des inscriptions et belles-lettres en 1802. À la mort de Pitt en 1806, il reçoit de nouveau le portefeuille des Affaires étrangères, mais il meurt dans Chiswick House quelques mois plus tard, au moment où il allait signer la paix générale.
Son vœu de reposer à Chertsey ne fut pas honoré, car le pays demanda qu'il soit inhumé à l'abbaye de Westminster.

### Divers
Douze volumes de ses discours, recueillis à Londres en 1815, ont été traduits avec ceux de Pitt par Hauvry de Janvry et Laurent-Pierre de Jussieu en 1819. Fox avait composé une Histoire des deux derniers Stuarts, qui n'a été publiée qu'après sa mort et qui a été traduite par l'abbé Barthélemy Philibert d'Andrezel en 1809. Ses Mémoires ont été publiés en 1806 par Horace Walpole et en 1854 par lord John Russell, avec sa Correspondance.
Il a été ami avec le marquis de La Fayette, autre acteur de la guerre d'Indépendance des États-Unis et de la Révolution française. Il a ainsi séjourné plusieurs fois en Seine-et-Marne au domaine de La Grange-Bléneau, où il a symboliquement fait planter du lierre sur l'entrée principale, à la même époque que la paix d'Amiens.

## Source partielle
- Marie-Nicolas Bouillet  et Alexis Chassang (dir.), « Charles James Fox » dans Dictionnaire universel d’histoire et de géographie, 1878 (lire sur Wikisource)